# バディ・ガイ
バディ・ガイ（Buddy Guy, 1936年7月30日 - ）はアメリカ合衆国ルイジアナ州ポイントクーピー郡レッツワース出身のブルースギタリスト、シンガー。本名は、ジョージ・ガイ。1958年のデビューからシカゴのシーンで活躍し、いまやシカゴ・ブルースの第一人者的存在となった。テンションの高いギター・プレイはロック・ファンにも幅広く受け入れられており、最も成功した今でも現役のブルース・ミュージシャンのひとりである。女性ラッパーとして活動しているショウナ（本名:ラショウナ・ガイ）は娘。
「ローリング・ストーンの選ぶ歴史上最も偉大な100人のギタリスト」において2003年は第30位、2011年の改訂版では第23位。2005年にロックの殿堂入りを果たした。

## 来歴
1950年代にルイジアナ州バトンルージュで、地元のミュージシャン、ビッグ・パパ・ティリーのバンドで活動していたバディは、シカゴのチェス・レコードと契約すべく、ラジオ局WXOKのDJだったレイ・メドウズの協力を得て、1957年に2曲のデモ・レコーディングをする。
翌1958年、シカゴへ移住。しかしながらチェスには送ったはずのデモ・テープは届いていなかったことを知った。同年、オーティス・ラッシュの紹介でコブラ・レコードと契約。傘下のアーティスティック・レコードからシングル「Sit And Cry (The Blues)」 b/w 「Try To Quit You Baby」でデビューを果たす。このセッションではバディは歌のみで、ギターはラッシュが弾いた。
1959年にコブラ・レコードが倒産すると、彼は晴れてチェスと契約する。チェスの初セッションは1960年。同レーベルには1967年まで在籍し、「First Time I Met The Blues」を始め、彼の個性が開花した名曲を多く残した。1960年12月16日に行われた2度目のセッションには、後のパートナーとなるジュニア・ウェルズも参加している。逆に1965年には、バディはジュニアのアルバム『Hoodoo Man Blues』のセッションに参加した。チェス時代は、セッション・ギタリストとしてマディ・ウォーターズ、ハウリン・ウルフらチェスの大物たちのアルバム制作に参加したが、結局彼自身チェスで発表したスタジオ・アルバムは在籍した約8年間で1967年発売の『Left My Blues in San Francisco』の一枚のみで、本人自体のアルバム・リリースの機会には恵まれなかった。
チェスとの契約が終了するとバディは1968年、ヴァンガード・レコードと契約。同年、アルバム『A Man And The Blues』をリリースする。同レーベルでは計3枚のアルバムを制作した。
一方、1960年代後半からジュニア・ウェルズとデュオでの活動もするようになった。デュオ名義の作品としては『Buddy And The Juniors』（1969年）、『Buddy Guy & Junior Wells Play the Blues』（1972年）などがある。後者には、エリック・クラプトンやJ・ガイルズ・バンドも参加した。1975年3月には、「第2回ブルース・フェスティバル」出演のため、デュオで来日。バンドには、バディの弟でギタリストのフィル・ガイも加わった。
1970年代、バディはこの他、JSP、ブラック・アンド・ブルーなどからアルバムを発表した。しかしながら1980年代に入ると、活動の場は減ってしまう。1987年にジャパン・ブルース・カーニバル出演のため、再びジュニアとともに来日を果たしているが、本格的な活動を再開するのは、1990年代に入ってからのことだった。また、1989年にはシカゴでブルース・クラブ「バディ・ガイズ・レジェンズ」を開店し、この店は後に『リヴィング・ブルース』誌によって「ベスト・ブルース・クラブ」に選ばれるほどの名所となっていく。
1991年、シルバートーンから『Damn Right, I've Got The Blues』をリリースする。このアルバムは、前年に亡くなったスティーヴィー・レイ・ヴォーンに捧げられた曲も収録され、ジェフ・ベック、エリック・クラプトン、マーク・ノップラー等が参加したことも手伝って、ロックファンからも注目を集めた。このアルバムはグラミー賞最優秀コンテンポラリー・ブルース・アルバム賞を受賞し、以後バディの人気は急上昇し、世界各地のフェスティバルなどでも引っ張りだこになる。日本にもブルース・カーニバルを始め、たびたびツアーで訪れるようになった。2006年7月には、ウドー・ミュージック・フェスティバルへの出演もしている。
2006年、ローリング・ストーンズが行ったビーコン・シアターでの慈善コンサートのライヴにゲスト出演し、マディ・ウォーターズの「Champagne and Reefer」を演奏した。この模様は、ストーンズのライヴ・アルバム『Shine A Light』、及びマーティン・スコセッシ監督による映画「ザ・ローリング・ストーンズ シャイン・ア・ライト」にも収録されている。
2008年、デレク・トラックス、スーザン・テデスキ、エリック・クラプトン、ロバート・ランドルフらをゲストに迎えたアルバムSkin Deepを発表した。
77歳の誕生日を迎えた2013年7月30日には、エアロスミスのメンバー3人やキッド・ロックらがゲスト参加したアルバム『Rhythm & Blues』をリリースし、全米27位のヒットを記録した。続く2015年のアルバム『Born to Play Guitar』には、ビリー・ギボンズ（ZZトップ）、キム・ウィルソン（ファビュラス・サンダーバーズ）、ジョス・ストーン、ヴァン・モリソンがゲスト参加した。
2018年6月にはジェフ・ベック、キース・リチャーズ、ミック・ジャガー、ジェイムス・ベイをゲストに迎えた約3年ぶりの新作『The Blues Is Alive and Well』を発表した。
2022年のアルバム『The Blues Don't Lie』発表後、2023年2月にはフェアウェル・ツアーを開始したが、体調の問題により、同年9月16日の公演を最後に休養し、残りの公演は2024年の4月から8月に延期された。

## ディスコグラフィ

### スタジオ・アルバム
- 1967年 『アイ・レフト・マイ・ブルース・イン・サンフランシスコ』 - Left My Blues in San Francisco (Chess)
- 1968年 『ア・マン・アンド・ザ・ブルース』 - A Man and the Blues (Vanguard)
- 1972年 『ホールド・ザット・プレーン!』 - Hold That Plane! (Vanguard)
- 1979年 『バディ&フィル』 - Buddy & Phil Guy (JSP) ※弟フィルとのデュオ
- 1980年 『Pleading the Blues』 (Evidence)
- 1980年 『Breaking Out』 (JSP)
- 1981年 『ストーン・クレイジー』 - Stone Crazy (Alligator)
- 1991年 『アイ・ガット・ザ・ブルース』 - Damn Right, I've Got the Blues (Silvertone)
- 1993年 『フィールズ・ライク・レイン』 - Feels Like Rain (Silvertone)
- 1994年 『スリッピン・イン』 - Slippin' In (Silvertone)
- 1998年 『ヘヴィ・ラヴ』 - Heavy Love (Silvertone)
- 2001年 『スウィート・ティー』 - Sweet Tea (Silvertone)
- 2003年 『ブルース・シンガー』 - Blues Singer (Silvertone)
- 2005年 『ブリング・エム・イン』 - Bring 'Em In (Silvertone)
- 2008年 『Skin Deep』 (Silvertone)
- 2010年 『リヴィング・プルーフ』 - Living Proof (Jive)
- 2013年 『リズム&ブルース』 - Rhythm & Blues (RCA/Silvertone)
- 2015年 『ボーン・トゥ・プレイ・ギター』 - Born to Play Guitar (RCA/Silvertone)
- 2018年 『ザ・ブルース・イズ・アライヴ・アンド・ウェル』 - The Blues Is Alive and Well (RCA/Silvertone)
- 2022年 『ザ・ブルース・ドント・ライ』 - The Blues Don't Lie (RCA/Silvertone)

### ライブ・アルバム
- 1968年 『バディ・ガイ・ライヴ!』 - This Is Buddy Guy! (Vanguard)
- 1996年 『ライヴ!ザ・リアル・ディール』 - Live: The Real Deal (Silvertone)
- 2012年 『ライヴ・アット・レジェンズ』 - Live at Legends (RCA/Silvertone)

### コンピレーション・アルバム
- 1970年 『アイ・ウォズ・ウォーキン・スルー・ザ・ウッズ』 - I Was Walking Through the Woods (Chess)
- 1992年 『ザ・コンプリート・チェス・スタジオ・レコーディングス』 - The Complete Chess Studio Recordings(Chess)

### ジュニア・ウェルズとのデュオ名義
- 1970年 『バディ・アンド・ザ・ジュニアーズ』 - Buddy and the Juniors (Blue Thumb)
- 1972年 『プレイ・ザ・ブルース』 - Buddy Guy & Junior Wells Play the Blues (Atco)
- 1975年 『Live Recording at Yuhbin-Chokin Hall』 (Bourbon)
- 1978年 『ライヴ・イン・モントルー』 - Live in Montreux (Black And Blue)
- 1981年 『Going Back』 (Isabel)
- 1982年 『ドリンキン・ティー・エヌ・ティー・アンド・スモーキン・ダイナマイト』 - Drinkin' TNT 'n' Smokin' Dynamite (Red Lightnin', Blind Pig) ※2006年にCastle Musicから『Messin' with the Kids』というタイトルで再発される。
- 1983年 『The Original Blues Brothers Live』 (Magnum)
- 1998年 『ラスト・タイム・アラウンド〜ライヴ・アット・レジェンズ』 - Last Time Around - Live at Legends (Silvertone)

### ベスト・アルバム
- 1999年 『バディズ・バッデスト:ザ・ベスト・オブ・バディ・ガイ』 - Buddy's Baddest: The Best of Buddy Guy (Silvertone)
- 2011年 『グレイテスト・ヒッツ-シルヴァートーン・イヤーズ』 - The Greatest Hits Silvertone Years (RCA/Silvertone)